# Jacques Fatton
Jacques „Jacky” Fatton (Exincourt, 1925. december 19. – Genf, 2011. július 26.) francia születésű svájci labdarúgócsatár.